# کولد اسپرینگز، شهرستان ال دورادو، کالیفرنیا
کولد اسپرینگز (به انگلیسی: Cold Springs) یک منطقهٔ مسکونی در ایالات متحده آمریکا است که در شهرستان ال دورادو، کالیفرنیا واقع شده‌است. کولد اسپرینگز ۱٫۹۵۷ کیلومتر مربع مساحت و ۴۴۶ نفر جمعیت دارد و ۳۶۸ متر بالاتر از سطح دریا واقع شده‌است.